# (1085) Amaryllis
(1085) Amaryllis – planetoida z pasa głównego asteroid okrążająca Słońce w ciągu 5 lat i 249 dni w średniej odległości 3,18 au. Została odkryta 31 sierpnia 1927 roku w Landessternwarte Heidelberg-Königstuhl w Heidelbergu przez Karla Reinmutha. Nazwa planetoidy pochodzi od łacińskiej nazwy rośliny z rodzaju amarylis. Przed nadaniem nazwy planetoida nosiła oznaczenie tymczasowe (1085) 1927 QH.